# Романо Матте
Романо Матте (італ. Romano Mattè, нар. 17 січня 1939, Тренто) — італійський футболіст, що грав на позиції ліберо. По завершенні ігрової кар'єри — тренер.

## Ігрова кар'єра
Грав на позиції ліберо за команди «Тренто» і «Больцано» із Серії D. Був змушений передчасно завершити виступи на футбольному полі через важку травму коліна.

## Кар'єра тренера
Вже у 25 років перейшов на тренерську роботу, очоливши 1964 року молодіжну команду клубу «Фольгоре Верона». Протягом наступного десятиріччя працював з низкою команд Серії D, а 1975 року дебютував у третьому за силою італійському дивізіоні, Серії C, де працював з командою «Сант'Анджело».
Згодом тренував «Алессандрію», «Тревізо», «П'яченцу», «Салернітану», «Сієну», «Беневенто» та декілька інших третьолігових команд.
На початку 1990-х був запрошений до Індонезії, де спочатку працював з юнацькою, молодіжною та олімпійською футбольними збірними, а 1993 року був призначений головним тренером національної збірної країни. 1996 року був змушений повернутися на батьківщину через родинні обставини.
Згодом протягом 2000–2001 років очолював тренерський штаб національної збірної Малі, після чого повернувся до Італії, де опікувався працевлаштуванням вільних агентів, а також працював футбольним аналітиком на телебаченні.